# 高市昭次
高市 昭次（たかいち しょうじ、1942年 - 2007年8月9日）は、元愛媛県伊予郡砥部町長。砥部町生まれ。

## 人物
1987年（昭和62年）砥部町議会議員初当選、3期務めた後、砥部町長を1995年（平成7年）から2002年（平成14年）までの2期務めた。従六位旭日双光章受章。
町長2期目の途中、平成の合併に直面。住民アンケートによると隣接する県都松山市への編入が最多（35.2%、伊予郡広田村との合併は21.4%）であった結果に反し、砥部町の南に隣接する広田村との合併を進めようとしたため、町長解職及び町議会解散請求が起き、辞職。中村剛志との出直し選挙に破れた。なお、砥部町は中村町長のもとでの再びアンケートを実施したが、今回は広田村との合併が過半数を占め、結局、広田村との一町一村の合併の方針を決定、新設合併（対等合併）の結果、新・砥部町に移行した。